# Setophaga angelae
Setophaga angelae là một loài chim trong họ Parulidae.